# آنانیا (بازیگر)
آنانیا (به انگلیسی: Ananya) بازیگر و خواننده هندی است.
از کارهای معروف او می‌توان به بازی در فیلم ای بیا، حکیم بزرگ و دکتر لاو اشاره کرد.